# معبد النار أذرفرنبغ
معبد النار أذرفرنبغ (بالفارسية: آتشکده آذرفرنبغ) هو معبد نار تاريخي يعود إلى عصر الساسانيين، ويقع في مقاطعة لارستان.